# Sant'Alessio Siculo
Sant'Alessio Siculo é uma comuna italiana da região da Sicília, província de Messina, com cerca de 1.338 habitantes. Estende-se por uma área de 6 km², tendo uma densidade populacional de 223 hab/km². Faz fronteira com Casalvecchio Siculo, Forza d'Agrò, Santa Teresa di Riva, Savoca.

## Demografia
| Variação demográfica do município entre 1861 e 2011                               |
|                                                                                   |
| Fonte: Istituto Nazionale di Statistica (ISTAT) - Elaboração gráfica da Wikipedia |